# Rodrigo Coelho
João Rodrigo Parreira Coelho (Zamora, 1971) es un arquitecto portugués nacido en España, especialista en espacios públicos urbanos.

## Biografía
Graduado en arquitectura en la Facultad de Arquitectura de la Universidad de Oporto (FAUP), realizó un máster de Arquitectura y Estudios Urbanos en la Universidad Politécnica de Cataluña y otro en el Centro de Cultura Contemporánea de Barcelona. Recibió su doctorado igualmente en Oporto con la tesis «Formas e Desígnios do Espaço Público na Cidade Contemporânea. O Projecto do Espaço Público na Construção da Cidade: Casos Portugueses» con la que obtuvo el primer premio (ex aequo) en la VIII Bienal Ibero-americana de Arquitectura y Urbanismo que tuvo lugar en la ciudad española de Cádiz en 2012 en la categoría de tesis académicas.
Trabaja como arquitecto profesional independiente desde 1994 y es profesor asistente de la FAUP y director adjunto del Centro para la Arquitectura y Estudios Urbanos CEAU-FAUP, donde lleva a cabo investigaciones sobre espacio público. Ha publicado numerosos artículos sobre espacio público y arquitectura en distintas publicaciones como The Journal of Public Space, Revista Iberoamericana de Urbanismo o ZARCH. Journal of interdisciplinary studies in Architecture and Urbanism. Es miembro del comité de expertos del Premio Europeo del Espacio Público Urbano de Barcelona.